# Жан Тод
Жан Тодт (на френски: Jean Todt) е бивш френски автомобилен рали състезател, бивш мениджър на тима от Формула 1 – Ферари.
Избран е за президент на Международната автомобилна асоциация (ФИА) след избори, проведени на 23 октомври 2009 г. На поста замества Макс Моузли, който се оттегля под натиска на отборите от Формула 1. На 8 декември 2017 г. на заседание на Генералната асамблея на FIA в Париж той единодушно отново е преизбран за трети и последен срок до края на 2021 г. Напуска поста президент на FIA на 17 декември 2021 г., заменя го Мохамед бен Сулайем.

## Биография
През 1993 г. Тод получава оферта да се присъедини към тима от Маранело. Тод веднага приема и започва да работи за Скудерията.
Когато Тод пристига в Маранело, Ферари са в криза поради факта, че отборът не работи добре като тим, липсва колективният дух.
Това е първата работа за Жан – да внесе промяна и да подобри обстановката. В тези си задачи той се справя блестящо. Успява да накара отбора да заработи като екип с една-единствена цел: спечелване на Световния шампионат.
През 1994 и 1995 г. Тод започва да връща Ферари отново към върха на Формула 1. Спечелват 71 точки и третото място при конструкторите през 1994 и 73 точки, победа на Жан Алези в Гранд При на Канада и още едно трето място през 1995 г.
През 1996 г. Жан Тодт и Лука Ди Монтедземоло решават да привлекат Световния шампион от Формула 1 – Михаел Шумахер и да градят стратегията си около него, всичко с една-единствена цел – да изградят отбора, който да побеждава и да печели Световния шампионат.
През 1996 г. настъпват две промени за Ферари. Михаел Шумахер преминава от Бенетон във Ферари и става първият пилот на Скудерията, а Еди Ървайн – вторият.
С Михаел Шумахер Ферари започват да постигат отлични резултати, които впечатляват всички.

## Личен живот
От 2004 г. Тод живее с актрисата Мишел Йео, носителка на Оскар. Той има син от предишен брак, Николас Тод, влиятелен пилот-мениджър и бивш съсобственик на ART Grand Prix.